# Dmitrowsk
Dmitrowsk (ros. Дмитровск) – miasto w zachodniej Rosji, na terenie obwodu orłowskiego.
Miejscowość leży w rejonie dmitrowskim, którego ośrodek administracyjny stanowi, nad rzeką Obszczericą, w miejscu, gdzie wpada ona do rzeki Nierussy.

## Historia
Osadę założył w 1711 r. mołdawski władca, który uciekł do Rosji – Dimitrie Cantemir (stąd pierwotna nazwa osady – Dmitrowka). W 1782 r. osada Dmitrowka, już jako Dmitrowsk otrzymała prawa miejskie. Od 1929 do nazwy miejscowości dołączono człon „-Orłowskij”, dla odróżnienia miasta od innych miast noszących nazwę Dmitrowsk. W 2005 roku człon ten usunięto z nazwy.

## Ludność
Ludność miasta w ostatnich latach spada. Obecnie liczy ono 6301 mieszkańców (1 stycznia 2005 r.). Są to niemal wyłącznie Rosjanie.
Zmiany liczby mieszkańców
| rok  | liczba mieszkańców |
| ---- | ------------------ |
| 1782 | 2400               |
| 1838 | 5700               |
| 1866 | 7800               |
| 1891 | 6900               |
| 1926 | 5400               |
| 1939 | 6000               |
| 1979 | 6500               |
| 1989 | 6900               |
| 2005 | 6300               |

## Gospodarka
Dmitrowsk jest lokalnym centrum kulturalnym i gospodarczym. W mieście znajduje się m.in. niewielki przemysł spożywczy, włókienniczy, fabryka asfaltu i cegielnia.